# Brachypelma epicureanum
Brachypelma epicureanum is een spin, die behoort tot de vogelspinnen. Deze bodembewonende soort komt voor in de halfwoestijnen en wouden van Mexico, voornamelijk op het schiereiland Yucatán. De spin is niet zo territoriaal ingesteld en zal maar zelden met brandharen strooien bij het indringen van hun territorium. Bijten doet ze enkel bij prooien, die het territorium binnendringen.
De lengte van het lichaam van de spin kan bij een volwassen exemplaar tot 7 cm bedragen. In het algemeen worden deze spinnen niet zo groot. De spin dient een luchtvochtigheid van 50 tot 70% te hebben en een gemiddelde temperatuur van 22 tot 26°C. De vrouwtjes zijn antracietgrijs tot zwart, de mannetjes hebben op het abdomen oranje brandharen.